# حلقة (أدوات معدنية)

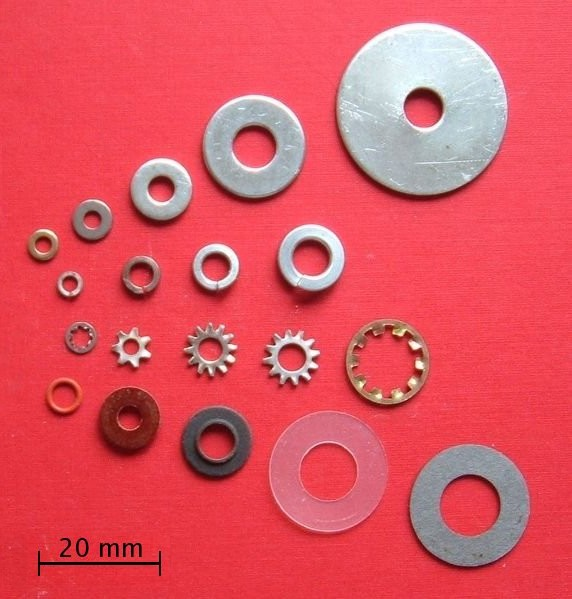
حلقات متنوعة: مسطحة ومقسمة ونجمية ومعزولة

الحلقة أو الفَلْكة هي صفيحة رفيعة (عادةً ما تكون على شكل قرص) بها ثقب (عادةً ما يكون في المنتصف) وتعرف باسم (وردة) في بعض البلدان العربية[بحاجة لمصدر]، تُستخدم عادة لتوزيع حمل مثبت لولبي مثل البرغي أو الصمولة، وتستخدم الحلقة أيضًا كفاصل وزنبرك (حلقة بيلفيل وحلقة مموجة) وحشوة ضد التآكل وجهاز بيان التحميل المسبق وأداة قفل، كما تستخدم لتقليل الاهتزاز (الحلقة المطاطية). ودائمًا ما يكون القطر الخارجي للحلقات (OD) ضعفي عرض القطر الداخلي (ID).
تُصنع هذه الحلقات عادة من المعدن أو البلاستيك، حيث تتطلب الوصلات المثبتة بمسامير لولبية ذات الجودة العالية حلقات من الفولاذ المقوى لمنع فقد التحميل المسبق بسبب تآكل السطح بعد تطبيق دوران العزم.
يُشار في بعض الأحيان إلى الحشيات المصنوعة من المطاط أو الألياف المستخدمة في الصنابير (أو الحنفيات أو الصمامات) لإيقاف تدفق الماء إليها باسم حلقات في الاستخدام السائد، ولكن على الرغم من وجود تشابه بينهما، فإن الحلقات والحواشي عادةً ما يتم تصميمها لأغراض مختلفة ويتم تصنيعها بطرق مختلفة.
والحلقات مهمة أيضًا لمنع التآكل الجلفاني، وبالأخص عند عزل البراغي الفولاذية عن أسطح الأشياء المصنوعة من الألومنيوم.
إن أصل هذه الكلمة غير معروف؛ فعلى الرغم من أن أول استخدام مسجل لها كان في عام 1346، فإن أول مرة تم تسجيل تعريفها كانت في عام 1611.

## الأنواع والأشكال
يمكن تصنيف الحلقات إلى ثلاثة أنواع؛ وهي الحلقات البسيطة التي تقوم بتوزيع الحمل وتمنع الضرر الناجم عن تثبيت السطح أو توفر نوعًا من العزل مثل العزل الكهربي، والحلقات الزنبركية التي تتميز بمرونة المحور وتُستخدم لمنع ارتخاء الربط بسبب الاهتزازات؛ وحلقات التثبيت التي تمنع ارتخاء الربط عن طريق منع دوران البراغي في أداة التثبيت؛ وللعلم فإن حلقات التثبيت هي أيضًا في المعتاد حلقات زنبركية. وعادةً ما يُستخدم المصطلح حلقة أيضًا لوصف الأدوات التي تكون على شكل قرص المستخدمة كعروات معدنية.
يقدم المعهد الأمريكي للمعايير الدولية (ANSI) معايير للحلقات المسطحة المخصصة للاستخدام العام؛ فالنوع أ عبارة عن سلسلة من الحلقات الفولاذية ذات معدلات تفاوت كبير حيث تكون الدقة «غير» مهمة، أما النوع ب، فهو عبارة عن سلسلة من الحلقات المسطحة ذات معدلات تفاوت أكثر إحكامًا حيث يتم تصنيف الأقطار الخارجية بالفئات ضيق أو عادي أو عريض بالنسبة لأحجام المسامير اللولبية.
يجب ألا يتم الخلط بين "النوع و"الشكل" (لكن عادةً ما يحدث ذلك). فقد صاغ المعيار البريطاني للحلقات المعدنية من الفئة المترية (BS4320) في عام 1968 مصطلح "الشكل"؛ فقد كان يتضمن أن الأشكال تندرج من أ إلى د من حيث لمعان المعدن كما أشار إلى القطر الخارجي والسُمك. ويمكن إيجاز الأشكال كما يلي -
الشكل أ = قطر عادي وسُمك عادي.
الشكل ب = قطر عادي وسُمك خفيف.
الشكل ج = قطر كبير وسُمك عادي.
الشكل د = قطر كبير وسُمك خفيف.
الأشكال من هـ إلى ي تتعلق بالحلقات المعدنية السوداء.

### الحلقات البسيطة
إن الحلقة البسيطة (أو «الحلقة المسطحة») هي طوق أو حلقة عادةً ما تكون مصنوعة من المعدن وتستخدم في توزيع حمل المثبت البرغي. علاوة على ذلك، قد تُستخدم الحلقة البسيطة عندما يكون الثقب ذا قطر أكبر من صامولة التثبيت.
حلقة المصد هي حلقة مسطحة ذات قطر خارجي كبير بالأخص بما يتناسب مع الثقب المركزي فيها، وتستخدم هذه الحلقات بشكل شائع لتوزيع الحمل على الصفيحة المعدنية الرفيعة،
وقد أطلق عليها هذا الاسم نظرًا لاستخدامها في مصد السيارة. ويمكن استخدامها أيضًا لعمل وصلة في أي ثقب حدث فيه توسع بسبب الصدأ أو البلى. وبوجه عام، يطلق على أي حلقة يكون قطرها الخارجي أكبر ثلاث مرات من قطرها الداخلي اسم «حلقة مصد».[بحاجة لمصدر]
الحلقة الشبيهة بالعملة هي حلقة مسطحة ذات قطر خارجي كبير يتم تصنيعها في المملكة المتحدة. ويرجع أصل هذا الاسم إلى حجم العملة المعدنية. في المملكة المتحدة، تشير معظم الصناعات إلى جميع الحلقات ذات القطر الخارجي الكبير باسم حلقات العملة، حتى عندما يكون القطر الخارجي يساوي ضعف حجم العملة المعدنية. وتستخدم هذه الحلقات في نفس التطبيقات التي تُستخدم فيها حلقات المصد.
الحلقة الكروية هي جزء من صامولة زاردية مفصلية، وهي عبارة عن حلقة ذات سطح واحد مقعّر تم تصميمها كي تُستخدم بالاقتران مع صامولة مزاوجة لإجراء تصحيح يصل إلى عدة درجات بين أجزاء غير مرتبة.
صفيحة التثبيت أو الحلقة الجدارية هي صفيحة أو حلقة كبيرة متصلة بمسمار أو ذراع ربط، وتُستخدم صفائح التثبيت على الحوائط الخارجية للمباني المصنوعة من الحجارة من أجل تقوية الهيكل البنائي. ونظرًا لأنها تكون مرئية، فقد تم تصنيع العديد منها بأسلوب تجميلي.
صامولة الشفة هي صامولة ذات حلقة داخلية ثابتة.
حلقة عزم الدوران تُستخدم في المشغولات الخشبية مع مسمار حامل؛ ويوجد بها ثقب مربع في المنتصف والذي يتم تثبيت مربع المسمار الحامل فيه. وتثبت الأسنان أو الشوكات الموجودة على الحلقة في الخشب حتى تمنع المسمار من الدوران بحرية عند ربط الصامولة.

### الحلقات الزنبركية وحلقات التثبيت
تتميز حلقات بيفيل، المعروفة أيضًا باسم الحلقة الزنبركية المقببة أو الحلقة المخروطية، بشكل مخروطي بسيط يعطي قوة محورية عند تشوهها بالإجهاد الخارجي.
الحلقة الزنبركية القرصية المقوسة تشبه حلقة بيلفيل فيما عدا أن الحلقة هنا مقوسة في اتجاه واحد فقط، ولذلك توجد أربع نقاط فقط للتماس. وعلى عكس حلقات بيلفيل، فهذه الحلقات الزنبركية تضغط بشكل خفيف فقط.
الحلقات المتموجة تتميز بشكل «متموج» في الاتجاه المحوري وهو ما يساعدها في توفير الضغط الزنبركي عند الضغط عليها. ولا تنتج الحلقات المتموجة، ذات الحجم الكبير، قوة مثل حلقات بيلفيل التي تكون بنفس الحجم. وفي ألمانيا، تُستخدم هذه الحلقات كحلقات تثبيت، ولكنها غير فعالة.
الحلقة المنقسمة أو حلقة التثبيت الزنبركية هي حلقة منقسمة في إحدى النقاط وتكون مثناة في شكل حلزوني، ويؤدي ذلك إلى أن تبذل الحلقة قوة زنبركية بين رأس وسيلة التثبيت والطبقة التحتية، مما يجعل الحلقة تحتفظ بصلابتها مقابل الطبقة التحتية وبصلابة المسمار اللولبي مقابل الصامولة أو لولب الطبقة التحتية ليكون الاحتكاك والمقاومة أكبر ضد الدوران. والمعايير السارية على هذا النوع من الحلقات هو المعيار B18.21.1 من الجمعية الأمريكية للمهندسين الميكانيكيين (ASME) والمعيار 127B من المعهد الألماني للتوحيد القياسي (DIN) والمعيار 35338 من هيئة المعايير العسكرية الأمريكية (سابقًا MS 35338 وAN-935).
وقد كان استخدام وفعالية حلقات التثبيت الزنبركية محل جدل في الآونة الأخيرة، حيث صدرت بعض النشرات التي تحث على عدم استخدامها على أساس أنه عند ربط الحلقة تكون مستوية أمام الطبقة التحتية ولا توفر مقاومة للدوران أكثر من أي حلقة بسيطة يكون لها نفس عزم الدوران. والمصادر المرجعية هي معايير IS:3063،  ودليل تصميم وسائل التثبيت NASA. ومع ذلك، ستظل أي حلقة زنبركية تربط المسمار اللولبي في مقابل الطبقة التحتية مما يحفظ الاحتكاك عند تخفيفه بنحو بسيط بينما الحلقة البسيطة لن تقوم بذلك.
حلقة التثبيت المسننة، المعروفة أيضًا باسم الحلقة المشرشرة أو الحلقة النجمية، يوجد بها أسنان تمتد إلى الداخل و/أو الخارج بشكل شعاعي لتثبت على السطح الحامل، ويتميز هذا النوع من الحلقات على وجه التحديد بفعاليته كحلقة تثبيت عند استخدامها مع الطبقات التحتية اللينة، مثل الألومنيوم أو البلاستيك ولكن لا يزال بإمكانها مقاومة الدوران أكثر من الحلقة البسيطة عند تثبيتها على الأسطح الصلبة حيث التوتر بين الحلقة والسطح ينطبق على منطقة أصغر بكثير (السنّة). وهناك أربعة أنواع منها: داخلية وخارجية ومركبة وغاطسة الرأس. يحتوي النوع الداخلي منها على شرشرة بطول القطر الداخلي للحلقة، مما يجعلها أكثر ملاءمة من الناحية الجمالية. ويتميز النوع الخارجي منها بشرشرة حول القطر الخارجي، مما يجعل قوة الربط أفضل وذلك بسبب محيط الدائرة الأكبر. وفي النوع المركب توجد الشرشرة حول كلا القطرين، وذلك لتحقيق أقصى حد لقوة الربط. وأخيرًا، تم تصميم نوع الرأس الغاطس ليُستخدم مع البراغي مسطحة الرأس.

### الحشيات
عادةً ما ينطبق مصطلح «الحلقة» على أنواع مختلفة من الحشيات مثل تلك المستخدمة في غلق صمام التحكم في الصنابير، وتُصنع حلقات السحق من معدن لين مثل الألومنيوم أو النحاس، وتُستخدم في غلق وصلات السوائل أو الغاز مثل تلك الموجودة في محرك الاحتراق الداخلي.
حلقة الكتف هي إحدى أنواع الحلقات البسيطة المزودة بجلبة أسطوانية مدمجة؛ وتُستخدم في الفصل بين أنواع المعادن المختلفة وكحلقات للغلق. ويُستخدم هذا المصطلح أيضًا في عزل العروات المعدنية كهربيًا.

### أنواع متخصصة
صامولة كيبس أو صامولة التثبيت كيه هي صامولة ذات حلقة تدور بحرية كاملة، ويكون تجميعها أسهل لأن الحلقة تكون مقيدة.
حلقة ذات قبعة علوية هي من نوع حلقات الكتف المستخدمة في السباكة لتثبيت الصنبور.
- حلقة عادية (اليسار) وحلقة منقسمة (اليمين)
- حلقة بيلفيل أو الحلقة المخروطية
- حلقة متموجة

## الخامات
تتضمن الخامات الشائعة الصلب والفولاذ المقاوم للصدأ والبلاستيك. والحلقات المقواة هي حلقات من الفولاذ تخضع لـمعالجة حرارية. وهناك خامات أخرى مثل الألومنيوم والأراميد والمعادن الثنائية والبرونز، والنحاس الأصفر والخزف والنحاس واللباد والألياف والسبائك المعدنية والحديد والجلد والمايكا وسبائك الأيكونيل وسبائك مونيل من النيكل والمطاط والسيلكون البرونزي والزنك ووالتيتانيوم.

## الأحجام المعيارية المترية للحلقات المسطحة
يدرج الجدول الموضح أدناه الحلقات ذات الأحجام المعيارية المترية. وتشير القياسات الموجودة في الجدول إلى أبعاد الحلقات كما هو موضح بالرسم.
| الحجم الاسمي للبرغيM (ملم) | الحجم الاسمي للبرغيM (ملم) | لولب برغي محدد الخطوةM (ملم) | لولب برغي محدد الخطوةM (ملم) | ثقب القطر الداخليd1 (ملم) | القطر الخارجي d2 (ملم) | السُمك H (ملم) |
| الاختيار الأول             | الاختيار الثاني            | خشن                          | ناعم                         |                           |                        |               |
| -------------------------- | -------------------------- | ---------------------------- | ---------------------------- | ------------------------- | ---------------------- | ------------- |
| 1                          |                            | 0.25                         |                              | 1.1                       | 3                      | 0.3           |
| 1.2                        |                            | 0.25                         |                              | 1.3                       | 3.5                    | 0.3           |
|                            | 1.4                        | 0.3                          |                              | 1.5                       | 4                      | 0.3           |
| 1.6                        |                            | 0.35                         |                              | 1.7                       | 4                      | 0.3           |
|                            | 1.7                        |                              |                              | 1.8                       | 4.5                    | 0.3           |
|                            | 1.8                        | 0.35                         |                              |                           |                        |               |
| 2                          |                            | 0.4                          |                              | 2.2                       | 5                      | 0.3           |
| 2.5                        |                            | 0.45                         |                              | 2.7                       | 6                      | 0.5           |
|                            | 2.6                        |                              |                              | 2.8                       | 7                      | 0.5           |
| 3                          |                            | 0.5                          |                              | 3.2                       | 7                      | 0.5           |
|                            | 3.5                        | 0.6                          |                              | 3.7                       | 8                      | 0.5           |
| 4                          |                            | 0.7                          |                              | 4.3                       | 9                      | 0.8           |
| 5                          |                            | 0.8                          |                              | 5.3                       | 10                     | 1             |
| 6                          |                            | 1                            | 0.75                         | 6.4                       | 12                     | 1.6           |
|                            | 7                          | 1                            |                              | 7.4                       | 14                     | 1.6           |
| 8                          |                            | 1.25                         | 1                            | 8.4                       | 16                     | 1.6           |
| 10                         |                            | 1.5                          | 1.25 أو 1                    | 10.5                      | 20                     | 2             |
| 12                         |                            | 1.75                         | 1.5 أو 1.25                  | 13                        | 24                     | 2.5           |
|                            | 14                         | 2                            | 1.5                          | 15                        | 28                     | 2.5           |
| 16                         |                            | 2                            | 1.5                          | 17                        | 30                     | 3             |
|                            | 18                         | 2.5                          | 2 أو 1.5                     | 19                        | 34                     | 3             |
| 20                         |                            | 2.5                          | 2 أو 1.5                     | 21                        | 37                     | 3             |
|                            | 22                         | 2.5                          | 2 أو 1.5                     | 23                        | 39                     | 3             |
| 24                         |                            | 3                            | 2                            | 25                        | 44                     | 4             |
|                            | 27                         | 3                            | 2                            | 28                        | 50                     | 4             |
| 30                         |                            | 3.5                          | 2                            | 31                        | 56                     | 4             |
|                            | 33                         | 3.5                          | 2                            | 34                        | 60                     | 5             |
| 36                         |                            | 4                            | 3                            | 37                        | 66                     | 5             |
|                            | 39                         | 4                            | 3                            | 40                        | 72                     | 6             |
| 42                         |                            | 4.5                          | 3                            | 43                        | 78                     | 7             |
|                            | 45                         | 4.5                          | 3                            | 46                        | 85                     | 7             |
| 48                         |                            | 5                            | 3                            | 50                        | 92                     | 8             |
|                            | 52                         | 5                            | 4                            | 54                        | 98                     | 8             |
| 56                         |                            | 5.5                          | 4                            | 58                        | 105                    | 9             |
|                            | 60                         | 5.5                          | 4                            | 62                        | 110                    | 9             |
| 64                         |                            | 6                            | 4                            | 66                        | 115                    | 9             |
|                            | 68                         |                              |                              | 70                        | 120                    | 10            |
| 72                         |                            |                              |                              | 74                        | 125                    | 10            |
|                            | 76                         |                              |                              | 78                        | 135                    | 10            |
| 80                         |                            |                              |                              | 82                        | 140                    | 12            |
|                            | 85                         |                              |                              | 87                        | 145                    | 12            |
| 90                         |                            |                              |                              | 93                        | 160                    | 12            |
|                            | 100                        |                              |                              | 104                       | 175                    | 14            |

## كتابات أخرى
- Parmley, Robert. (2000). "Section 11: Washers." Illustrated Sourcebook of Mechanical Components. New York: McGraw Hill. ISBN 0-07-048617-4 Drawings, designs and discussion of various uses of washers.

## وصلات خارجية
- Typical USA Flat Washer Dimensions USS, SAE, Fender, and NAS washer ID & OD (mm)
- American National Standard (ANSI) Type B Plain Washers
- SAE Flat Washers Type A Plain Washers
- USS & SAE Combined Flat Washer Dimensions
- Flat Washer Thickness Table Steel Gage Thicknesses, non-metric
- Split Lockwashers: Truth vs. Myth Hill Country Engineering